# Aurelius Conanus
Aurelius Conanus (en gallois : Cynan Wledig) est un roi légendaire de Grande-Bretagne, qui succède à son oncle Constantin III de Bretagne, selon le Historia regum Britanniae de Geoffroy de Monmouth.On l'assimile aussi parfois à Aurelius Caninus, l'un des tyrans du VIe siècle critiqués par Gildas le Sage.

## Hypothèses
Puisque Gildas semble énumérer ses tyrans dans l'ordre géographique, on suggère souvent qu'Aurelius Conanus aurait vraiment régné vers 530 sur les Dobunni de la vallée de la Severn dans le Gloucestershire. Son nom étant proche de celui d'Aurelius Ambrosius, Mike Ashley envisage un lien possible avec la famille illustre d'Aurelius dont l'auteur souligne la dégénérescence de ses descendantset dont il serait le petit-fils. Cependant, David Nash Ford l'identifie comme pouvant être Cyngen Glodrydd, roi de Powys, royaume limitrophe de Gwent.

## Selon Gildas
Gildas le Sage qualifie Aurelius de « Lion qui n'est qu'un chien », il lui reproche ses « parricides, ses  fornications et adultères » et d'être « assoiffé de guerres civiles de pillages incessants » et d'avoir fermé « à son âme les portes de la paix et du bonheur célestes  ». Il lui prédit que s'il « ne se tourne pas rapidement vers le Seigneur ce roi pointera son épée contre toi » et que des « châtiments éternels l'attendent  où tu seras éternellement broyé sans jamais être consommé par les féroces mâchoires de l'Enfer ». Le changement de son nom en « Caninus » a sûrement eu pour but de faire un jeu de mots avec le mot latin qui signifie « chien ».

## Selon Geoffroy de Monmouth
Geoffroy de Monmouth affirme, de son côté, qu'Aurelius aurait succédé à son oncle Constantin III sur le trône de Bretagne en faisant emprisonner l'héritier légitime à sa mort. Il était promis à réaliser de grandes choses pendant sa jeunesse, mais le pays sombra dans la guerre civile durant son règne, qui dura trois ans.

## Source
(en) Peter Bartrum, A Welsh classical dictionary: people in history and legend up to about A.D. 1000, Aberystwyth, National Library of Wales, 1993, p. 190.  CYNAN WLEDIG (520?).